# Hiền Hào
Hiền Hào là một xã của huyện đảo Cát Hải, thành phố Hải Phòng, Việt Nam. Xã nằm ở phía tây của đảo Cát Bà, hòn đảo lớn thứ ba Việt Nam. Xã có vị trí:
- Bắc giáp xã Phù Long, xã Gia Luận.
- Đông giáp xã Gia Luận, xã Trân Châu.
- Nam giáp xã Xuân Đám.
- Tây giáp Biển Đông.

Xã Hiền Hào có diện tích 86,25 km², dân số chỉ khoảng 213 người, mật độ dân số đạt 2,5 người/km². Toàn xã được chia thành đội 1 và đội 2.